# سي جي تي إن العربية
سي جي تي إن العربية (CGTN العربية) سابقا كانت تعرف بـ CCTV العربية هي قناة تلفزيونية لجمهورية الصين الشعبية. وهي قناة مختلفة ناطقة بالعربية تنتمي إلى تلفزيون الصين المركزي (بالماندرين:中国国际电视台)، وهي واحدة من المؤسسات الحكومية الرسمية الصينية.
ظهرت في 2009، وهي قناة متخصصة ضمن شبكة "CGTN" وتبث على أقمار صناعية مختلفة في جميع أنحاء العالم، 24 ساعة على 24.

## الإطلاق
يوم 25 يوليو، عام 2009، بدأت محطة التلفزيون المركزية الصينية العربية الدولية بثها باللغة العربية، وذكرت أنها تهدف للحفاظ على روابط أقوى مع الدول العربية، والقناة الجديدة ستكون بمثابة جسر هام لتعزيز التواصل والتفاهم بين الصين والدول العربية، لكن وفي الحقيقة أطلقت الحكومة الصينية المحطة بعد اضطرابات أورومتشي في يوليو 2009 لتنقية الأجواء مع العالم الإسلامي.
تصل قناة إلى منطقة الشرق الأوسط وشمال أفريقيا عن طريق قمري عرب سات بدر 6 ونايل سات 103، وإلى أوروبا عبر Eurobird 9، ومنطقة آسيا والمحيط الهادئ عبر قمر شاينا 6B.
القناة مفتوحة للجمهور عن طريق استخدام البث الفضائي.

## التطوير والتمويل
ذكرت صحيفة ساوث تشاينا مورنينج بوست ان محطة التلفزيون المركزية الصينية على استعداد لانفاق 45 مليار يوان (9.5 مليار دولار أمريكي) في تطوير القناة، وهو ادعاء غير مؤكد من قبل مصادر رسمية.

## المحتوى
القناة تبث باللغة العربية تماما، مع برامج من أربع فئات من الأخبار، وتقارير إخبارية والترفيه والتعليم. يبث البرنامج كل ست مرات في اليوم الواحد، في حين تبث التقارير الأخبارية بانتظام. القناة ستبدأ تدريجيا زيادة عدد البرامج التي تطورها.

## البرامج
- حوار.
- حديث عن الصين.
- وثائقيات.

وعشرات البرامج الأخرى.

## مقالات ذات صلة
- تلفزيون الصين المركزي.
- مقر تلفزيون الصين المركزي.

## روابط خارجية
- الموقع الرسمي